# تل براك (قرية)
تل براك قرية تقع في شمال محافظة الحسكة الواقعة شمال شرق سوريا. هي أقرب قرية إلى موقع تل براك الأثري.
تتبع القرية إدارياً إلى ناحية بير الحلو الوردية التابعة لمنطقة مركز الحسكة. في تعداد عام 2004، بلغ عدد سكانها 124 نسمة.